# Dominguinhos
José Domingos de Morais (Garanhuns, 12 de febrero de 1941 - São Paulo, 23 de julio de 2013), conocido como Dominguinhos, fue un acordeonista, cantante y compositor brasileño.
Dominguinhos es considerado el sucesor de Luiz Gonzaga, compositor popular brasileño, conocido como el «rey del baião», un ritmo de baile popular en la Región Nordeste de Brasil.

## Activismo político
En el 2006, cantó una canción de Campaña para el candidato Geraldo Alckmin.

## Discografía
| - 1964 – Fim de Festa - 1965 – Cheinho de Molho - 1966 – 13 de Dezembro - 1973 – Lamento de Caboclo - 1973 – Tudo Azul - 1973 – Festa no Sertão - 1974 – Dominguinhos e Seu Acordeon - 1975 – Forró de Dominguinhos - 1976 – Domingo, Menino Dominguinhos - 1977 – Oi, Lá Vou Eu - 1978 – Oxente Dominguinhos - 1979 – Após Tá Certo - 1980 – Quem me Levará Sou Eu - 1981 – Querubim - 1982 – A Maravilhosa Música Brasileira - 1982 – Simplicidade - 1982 – Dominguinhos e Sua Sanfona - 1983 – Festejo e Alegria - 1985 – Isso Aqui Tá Bom Demais - 1986 – Gostoso Demais - 1987 – Seu Domingos - 1988 – É Isso Aí! Simples Como a Vida | - 1989 – Veredas Nordestinas - 1990 – Aqui Tá Ficando Bom - 1991 – Dominguinhos É Brasil - 1992 – Garanhuns - 1993 – O Trinado do Trovão - 1994 – Choro Chorado - 1994 – Nas Quebradas do Sertão - 1995 – Dominguinhos É Tradição - 1996 – Pé de Poeira - 1997 – Dominguinhos & Convidados Cantam Luiz Gonzaga - 1998 – Nas Costas do Brasil - 1999 – Você Vai Ver o Que É Bom - 2001 – Dominguinhos Ao Vivo - 2001 – Lembrando de Você - 2002 – Chegando de Mansinho - 2004 – Cada um Belisca um Pouco (con Sivuca e Oswaldinho do Acordeom, Biscoito Fino) - 2005 – Elba Ramalho & Dominguinhos - 2006 – Conterrâneos - 2007 – Canteiro (participación en el álbum de Margareth Darezzo) - 2008 – Yamandu + Dominguinhos |